# Aricia hesselbarthi
Aricia hesselbarthi är en fjärilsart som beskrevs av Manley 1970. Aricia hesselbarthi ingår i släktet Aricia och familjen juvelvingar. Inga underarter finns listade i Catalogue of Life.